# Indoarijski narodi
Indoarijski narodi (Indoarijci), jedan od dva glavna ogranka indoiranskih naroda (drugi su Iranski narodi), koji svoje ime nose po svome lokalitetu (Indijski poluotok) i arijskom (iranskom porijeklu). Pod imenom ariya ili arya, “noble” indoarijski narodi su s područja Irana ili (po drugoj teoriji) kulture Andronovo istočno od kaspijskog jezera, prodrli u sjevernu Indiju najkasnije negdje u 2. tisućljeći prije Krista. Do same separacije Indoarijca od proto-Indoiranaca dolazi između 2000 i 1800 pr. n. e. Indoarijski narodi govore 219 jezika rasprostranjenih poglavito po Indiji, Pakistanu i nešto manje po Afganistanu i Nepalu. Najbrojnijoj skupini pripadaju Indijski narodi, prema rijeci Ind, ponekad nazivani i Hindusi, a po njoj i država Indija dobit će ime. Identični etnonim postoji i kod iranskih i indoarijskih narodi. On glasi ārija u sanskrtskom, arija u staroperzijskom i airija avestičkom.
Indoarijske narode danas čine mnoge etničke zajkednice, a to su: Asamci, Bengalci, Bhili, Biharci,  Chamar, Chhettri, Dakhni, Devehi, Dogra, Dom ili Domi, Garhwali, Gudžarati, Gurkha, Hindki, Hindustanci, Jat, Jatav, Kamboj, Kho, Kohistanci, Konkani, Kumaoni, Lohana, Manipuri, Marathi, Marwari, Meri, Nepalci, Nuristanci, Oriya, Pandžabi, Radžastanci, Ramdasia, Ravidasi, Romi, Saraiki, Singalezi, Sindhi, Šina i drugi.